# Михайличенко, Василий Федосеевич
Василий Федосеевич Михайличенко (1888, город Елисаветград, ныне Кропивницкий — ?)  — советский деятель, новатор производства, рабочий, мастер-литейщик Одесского станкостроительного завода имени Ленина. Депутат Верховного Совета СССР 1-го созыва (с 1941 года).

## Биография
Родился в многодетной семье бедного сапожника. С юных лет батрачил, учился у художника. В 1900—1904 годах работал мальчиком в магазине картин и рам.
В 1904—1910 годах — рабочий Елисаветградского завода сельскохозяйственных машин Эльворти.
В 1910 году призван на военную службу в российской армии, служил в морском батальоне. После демобилизации вернулся в Елизаветград, где до 1914 года работал формовщиком литейного цеха завода сельскохозяйственных машин Эльворти.
В 1914—1917 годах в русской армии, участник Первой мировой войны. После возвращения с фронта некоторое время болел.
С 1919 по 1924 год служил в пехотном полку 15-й Сивашской дивизии Красной армии. Участник Гражданской войны в России.
В 1924—1925 годах — работник Николаевского судостроительного завода имени Андре Марти. В 1925 году переехал в Одессу.
С 1925 года — литейщик, мастер, старший мастер литейного цеха Одесского станкостроительного завода имени Ленина.
Член ВКП(б) с 1932 года.
Был избран членом партбюро Одесского станкостроительного завода имени Ленина, членом бюро Воднотранспортного райкома КП(б)У города Одессы. Также избирался председателем общезаводского комитета Международной организации помощи борцам революции (МОПР), заместителем председателя Воднотранспортного райкома МОПР и членом президиума Одесского обкома МОПР. Депутат Одесского областного совета 1-го созыва.

## Награды
- орден Ленина (15.04.1939)
- медали